# Anders Hylander (politiker)
Anders Patrik Hylander, född 7 mars 1838 i Bro socken, Bohuslän, död där 17 september 1930, var en svensk lantbrukare och riksdagspolitiker. 
Hylander var som politiker ledamot av riksdagens andra kammare 1876–1878, invald i Lane och Stångenäs härads valkrets.